# Tunico dos Telhados
Antônio Marcos de Paula, conhecido como Tunico dos Telhados (Ouro Preto, 1952 - Ouro Preto, 17 de março de 2024), foi um artista plástico brasileiro.

## Biografia
Nasceu em 1952, no bairro Antônio Dias, em Ouro Preto. Interessou-se pela arte desde tenra idade, sendo, inicialmente um autodidata. Mudou-se jovem para São Paulo, com o objetivo de aprofundar e oficializar seus estudos, retornando para Ouro Preto e dedicando-se a imagética dos telhados ouro-pretanos.
Tunico dos Telhados acreditava ser parente de Antonio Francisco Lisboa, o Aleijadinho. Tal informação nunca foi confirmada.

### Estilo
Ele conta que se apaixonou pelos telhados ouro-pretanos por conta de uma capa do livro Romanceiro da Inconfidência, de Cecilia Meireles, que ele encontrou em um sebo paulistano. Sendo saudade ou vislumbramento, aqueles telhados presentes na ilustração marcariam toda a sua obra.
"Tendo os matizes do arco-íris e a beleza da arquitetura colonial da cidade-patrimônio sob seu olhar, Tunico faculta ao público, através de sua arte figurativa, a flutuar ainda mais sobre o encanto do barroco ao despertar a magia de sua luminosa percepção sobre Ouro Preto."
Já realizou exposições na Pinacoteca do Estado de São Paulo, no Palácio das Artes de Minas Gerais, na Fundação de Arte de Ouro Preto, Casa dos Contos, na Galeria da Fiemg, entre outras.

### Falecimento
Em 30 de janeiro de 2024 sofreu um segundo Acidente Vascular Cerebral (AVC), que o deixou bastante debilitado. Veio a falecer em 17 de março do mesmo ano, sendo sepultado na Igreja Nossa Senhora das Mercês e Perdões.